# Zoltán Czibor Suhai
Zoltán Czibor Suhai (23 d'agost de 1929) va ser un destacat futbolista hongarès dels anys 40 i 50.

## Trajectòria
Zoltán Czibor va néixer a Kaposvár, Hongria el 23 d'agost de 1929. Jugava d'extrem esquerre i formà part del llegendari equip hongarès que meravellà als anys 50 i que restà imbatut durant 32 partits, amb companys com Nándor Hidegkuti, Ferenc Puskás, Sándor Kocsis i József Bozsik. Jugà per diversos clubs hongaresos, entre ells Ferencváros TC i Honvéd. A la seva trajectòria a hongria marcà 100 gols en 175 partits.
Debutà amb la selecció de futbol d'Hongria el 1949, disputant un total de 43 partits i marcant 17 gols. Fou campió olímpic el 1952. L'any següent fou campió d'Europa Central i el 1954 finalista de la Copa del Món. Es retirà de la selecció el 1956. Aquest any esclatà la revolució hongaresa i molts jugadors hongaresos, entre ells Czibor marxaren cap a l'Europa Occidental. Inicialment s'integrà a l'AS Roma on jugà alguns partits amistosos, fins que de la mà de Ladislau Kubala el persuadí per fitxar pel FC Barcelona, juntament amb el seu company Sándor Kocsis. Al Barça guanyà el doblet (lliga i copa) el 1959 i un nou doblet (lliga i Copa de Fires) el 1960. Va jugar com a titular la final de la Copa d'Europa de 1961, que el Barça va perdre contra el Benfica per 2 a 3 al Wankdorf Stadium de Berna, la primera final de la Copa d'Europa que jugava el Barça.  La pèrdua de la final provocà molts canvis a l'equip i Czibor deixà el Barça per fitxar pel RCD Espanyol i posteriorment pel CE Europa. Després de breus estades a Suïssa, Àustria i Canadà, retornà a Hongria. Va morir l'1 de setembre de 1997 a Budapest.

## Clubs
- Komárom AC: 1942-45
- Komárom MÁV: 1945-48
- Ferencváros TC: 1948-50
- ÉDOSZ: 1950
- Csepel SC: 1951-52
- Honvéd: 1953-56
- AS Roma: 1956
- FC Barcelona: 1958-61, 38 partits, 17 gols
- RCD Espanyol: 1961-62, 10 partits, 2 gols
- CE Europa: 1962
- FC Basel: 1962
- FK Austria Wien: 1962
- CE L'Hospitalet: 1963-64
- Toronto City: 1965

## Palmarès
- Medalla d'or als Jocs Olímpics de 1952
- 1 Campionat d'Europa Central: 1953
- Finalista de la Copa del Món de Futbol: 1954
- Lliga hongaresa de futbol (3): 1949, 1954, 1955
- Lliga espanyola de futbol (2): 1958-59, 1959-60
- Copa espanyola de futbol (1): 1958-59
- Copa de les Ciutats en Fires (1): 1958-60